# Тустановичі
Тустановичі — колишнє село в Дрогобицькому повіті (Галичина), нині мальовничий район міста Борислава зі сторони Трускавця, населення якого швидко зростало завдяки збільшенню видобутку нафти (1900 — 4 300 меш., 1921 — 13 300). У 1920-их роках Тустановичі об'єднано з сусіднім Бориславом.

Вид на Тустановичі, Тустановецьке озеро та Храм Преображення Господнього

## Історичні відомості

Храм Преображення Господнього в Тустановичах

Пам'ятна дошка на честь 100-річчя Маркіяна Шашкевича на стіні Храму Преображення Господнього в Тустановичах

Деякі історики вважають, що Тустановичі колись були давнім городом Тустанем, який 1241 року зруйнували татари. По ньому залишилося тільки село Тустань (що означає Тут зупинись — Ту стань) і неприступний замок. Фортеця стояла на кам'яному горбі, на межі із сусіднім Трускавцем. Вона була також сторожовим форпостом на «соляному» шляху, який проходив з околиць Дрогобича через Верецький перевал до Закарпаття.
25 квітня 1525 р. — призначена королем Сигизмундом І комісія у складі комісарів — кількох львівських і перемишльських урядників — провела розмежування меж території Трускавця, Сільця, Модрич і Губич, які знаходилися у складі Дрогобицького староства, з шляхетським селом Тустановичі, що перебувало у володінні Ігнатія та Михайла Тустанівських, а також Матвія Міхаловського. На усталеній у ході розмежування границі Трускавця і Тустанович фіксується річка Оснича, в якій у місці броду була солона вода. Тобто вже на початку XV ст. тут зафіксована соляна ропа, яка використовувалась для виварювання солі в найдавніших промислах Прикарпаття.
З другої половини XIX ст., коли після винаходу гасової лампи та процесу рафінації нафти зростає попит на чорне золото, Борислав починає бурхливо розвиватись. Він стає найбільшим центром видобутку нафти в Європі і третім у світі після Баку та Ойл-ситі (американська Пенсільванія). Початково нафту видобували способом копання криниць, але із запровадженням передових на той час методів буріння розпочинається її інтенсивний видобуток. За рахунок заробітчан, котрі стікалися на нафтопромисли, зростає чисельність населення Борислава та навколишніх сіл. 1910 року в Бориславі було вже 12,8 тисяч мешканців (15 % греко-католиків, 40 % латинників, 45 % євреїв), у сусідніх Тустановичах — 9,1 тисяч (15 % греко-католиків, 64 % латинників, 21 % євреїв).
1908 р. — зі свердловини «Ойл Сіті» («Нафтове місто») у Тустановичах з глибини 1016 м отримали рекордний фонтан нафти з дебітом близько 3 тис. т на добу.
20 травня 1930 р. до міста приєднані довколишні села Мражниця, Баня Котівська, Губичі й Тустановичі.
26 липня 1933 року Борислав розпорядженням Міністра внутрішніх справ Польщі та прилеглі до нього села- Тустановичі, Баня, Мражниця (Мразниця) і Губичі — отримав статус міста, так званий Великий Борислав з населенням близько 45 тисяч мешканців.
У Тустановичах народилися Лаврентій та Стефан Зизанії-Тустановські — церковні та освітні діячі XVI—XVII ст., громадсько-політичний діяч, генерал-хорунжий армії УНР Роман Дашкевич, син о. Івана Дашкевича, а також мистецтвознавець Михайло Драган та дослідник «Велесової книги» Ярослав Оріон.
Храм Преображення Господнього в Тустановичах збудовано архітект-інженером Мельничуком на місці старої дерев'яної церкви і посвячено 1908 року за пароха о. Івана Дашкевича. Ікони в іконостасі та церкву розписав художник Антон (Антін) Манастирський.

## Тустановицьке озеро
У 1960—1980 х роках Тустановицьке озеро було популярним місцем відпочинку бориславців та гостей міста. Було обладнано пляж з роздягалками та лавочками та споруджено вишку для стрибків у воду. По озеру можна було поплавати на катамаранах. Посередині озера є чудовий острівець округлої форми, який з'єднаний металевим містком з берегом. Завдяки джерелу «Нафтусі», розташованому неподалік у лісі, та чудових галявин дубової балки (яку місцеві жителі називають"Дуби"), озеро притягувало відпочивальників з усього Радянського Союзу. Проте з початком приватної забудови навколишніх територій ставок став забруднюватися і втратив рекреаційне значення. В 2020 році каналізацію приватних будинків, обвели стороною та під'єднали до міської мережі і озеро стало чистішим. Майже кожного року на озеро прилітають лебеді. В 2019—2020 році вони разом з дикими качками завдяки теплій зимі залишилися зимувати. Багато людей з дітьми з усіх околиць приїжджають сюди щоб подивитися на птахів та зробити чудові фото. На озері завжди ловлять рибу любителі тихого полювання. Особливо багато рибаків взимку, коли озеро покрите міцною кригою.
Вище озера зараз знаходяться два недобудовані об'єкти місць відпочинку. А на межі міської смуги є діючий міський цвинтар, на території якого знаходиться Церква Перенесення Мощів Святого Миколая, 1899. Ця церква була перенесена в 1907 році з місця де побудували нову. В 2002 році її відремонтували місцеві жителі і тут кілька разів на рік відбувається літургія.

### «Тустановичський упир»
Існує легенда, що в ХІХ столітті на Галичині, на шляху з Дрогобича до Тустановичів «промишляв» упир — місцевий єврей Зельман. Зельман Вольфович був історичною постаттю багатим міщанином-євреєм із Дрогобича який жив у середині XVIII століття. Він тримав в оренді все що могло дати зиск: корчми, млини, торгівля у самому Дрогобичі і навколишніх селах і, навіть, греко-католицькі церкви. Зельман володів ключами від церков, купелей, дароносець та дзвіниць та змушував вірян платити за все: богослужіння, вінчання, хрестини та похорони.
Зрештою він став таким пихатим і жадібний, що городяни Дрогобича повстали проти нього та вигнали його з міста, а коли Зельман повернувся — засудили його до смерті, аби уникнути шибениці він вихрестився в греко-католика і вступив в монастир василіян у Дрогобичі. Однак після смерті його дух не знайшов спокою і щоночі приходив в церкву де розбивав приладдя та сповідальниці і здійснював «всілякі біди». Аби умертвити злого духа навіки міщани викопали Зельманів прах та відрубали йому голову, а тулуб кинули десь в болото на дорозі Дрогобич-Тустановичі. І там він спокою не отримав, — в тому болоті став упирем та до цих пір чигає на побожних мандрівників уночі.

## Відомі люди
- Дашкевич Роман — громадсько-політичний діяч, генерал-хорунжий армії УНР.
- Драган Михайло — визначний український мистецтвознавець, дослідник стародавнього українського мистецтва.
- Муйла Мирослав — лицар Золотого хреста бойової заслуги 1 класу.
- Андрій Сулима — поет, музикант, художник, дизайнер, дударик[джерело?]